# Museum Botanicum
Museum Botanicum (abreviado Mus. Bot.) es un libro ilustrado con descripciones botánicas que fue escrito  por  Carl Ludwig Blume. Fue publicado en Leiden en dos volúmenes en los años  1849-1851, con el nombre de Museum Botanicum Lugduno-Batavum sive stirpium Exoticarum, Novarum vel Minus Cognitarum ex Vivis aut Siccis Brevis Expositio et Descriptio. Leiden. 